# Gorka-2 (rejon ust-kubiński)
Gorka-2 (ros. Горка-2) – wieś w Rosji, w rejonie ust-kubińskim obwodu wołogodzkiego. W 2021 r. była niezamieszkana.